# Technische Universität Tshwane

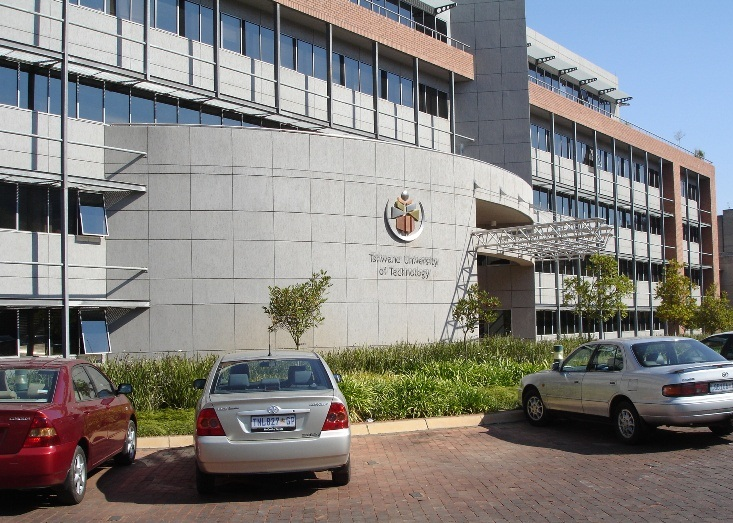
Technische Universität Tshwane

Die Technische Universität Tshwane (englisch Tshwane University of Technology, afrikaans Tshwane Universiteit van Tegnologie), kurz TUT, ist eine Universität in Pretoria. Sie wurde am 1. Januar 2004 durch die Zusammenführung ihrer Vorläufereinrichtungen Technikon Northern Gauteng, Technikon North-West und Technikon Pretoria gegründet.

## Organisation
Die Universität wird von einem Vizekanzler und Rektor (Principal) geleitet, zum Management gehören im Weiteren vier stellvertretende Vizekanzler, geschäftsführende Dekane, ein Direktor für Marketing und Corporate Affairs sowie ein CFO. Die Leitung ist dem Universitätsrat verantwortlich, der zusammen mit dem Senat die Leitlinien festlegt sowie die Finanzplanung und akademische Angelegenheiten verantwortet.
Die TUT hat sieben Fakultäten:
- Landwirtschaft,
- Naturwissenschaften
- Ingenieurwissenschaften
- Informatik und Kommunikationswissenschaft
- Verwaltungswissenschaft
- Kunstgeschichte
- Geisteswissenschaften
- Wirtschaftswissenschaft.

Die Fakultäten sind unterteilt in Departments.
Die Fakultäten sind auf verschiedene Campusbereiche aufgeteilt:
- Pretoria Campus,
- Arcadia Campus,
- Arts Campus,
- Ga-Rankuwa Campus,
- Polokwane Campus,
- Nelspruit Campus,
- eMalahleni Campus,
- Soshanguve North Campus,
- Soshanguve South Campus.